# William Trost Richards

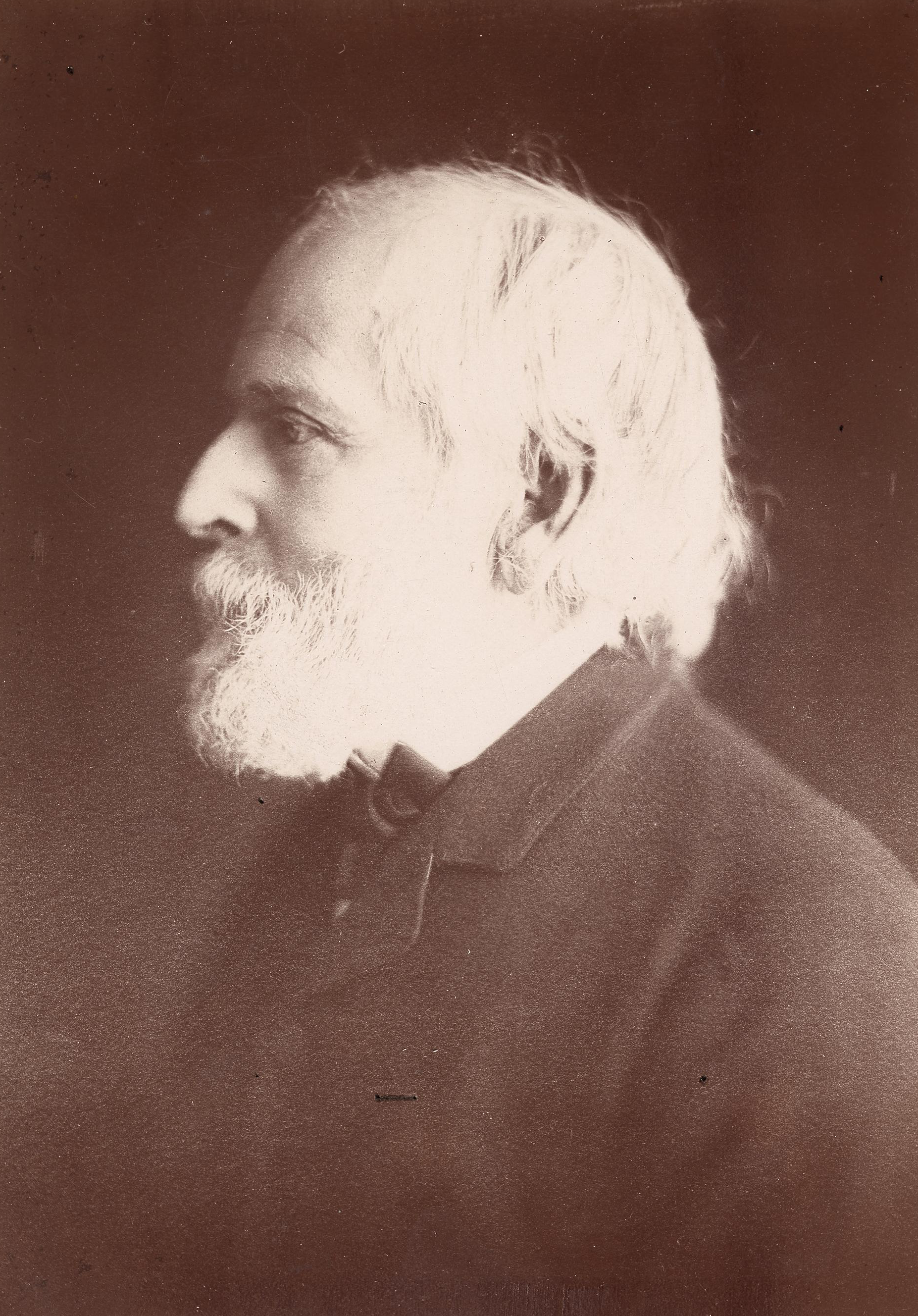
William Trost Richards, Foto um 1900

William Trost Richards (* 14. November 1833 in Philadelphia, Pennsylvania; † 8. November 1905 in Newport, Rhode Island) war ein US-amerikanischer Landschafts- und Marinemaler. Sein Werk steht in Beziehung zur Hudson River School, zur Düsseldorfer Malerschule, zum Ruskinismus, zum Luminism und zum Präraffaelismus in den Vereinigten Staaten.

## Leben

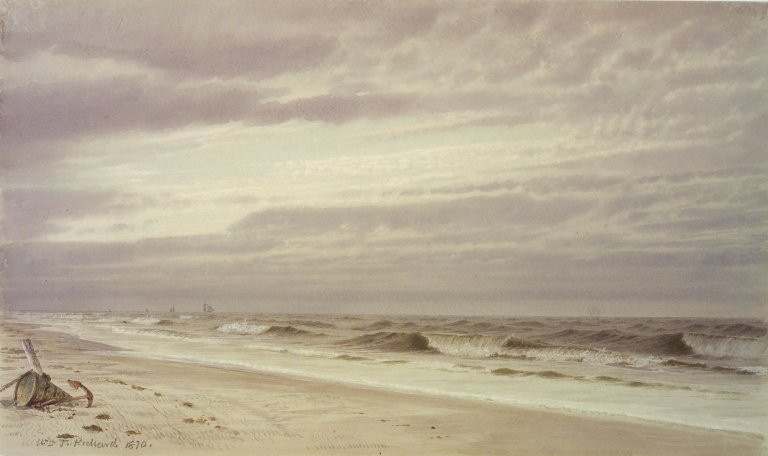
Beach Scene with Barrel and Anchor (Strandszene mit Fass und Anker), Aquarell 1870

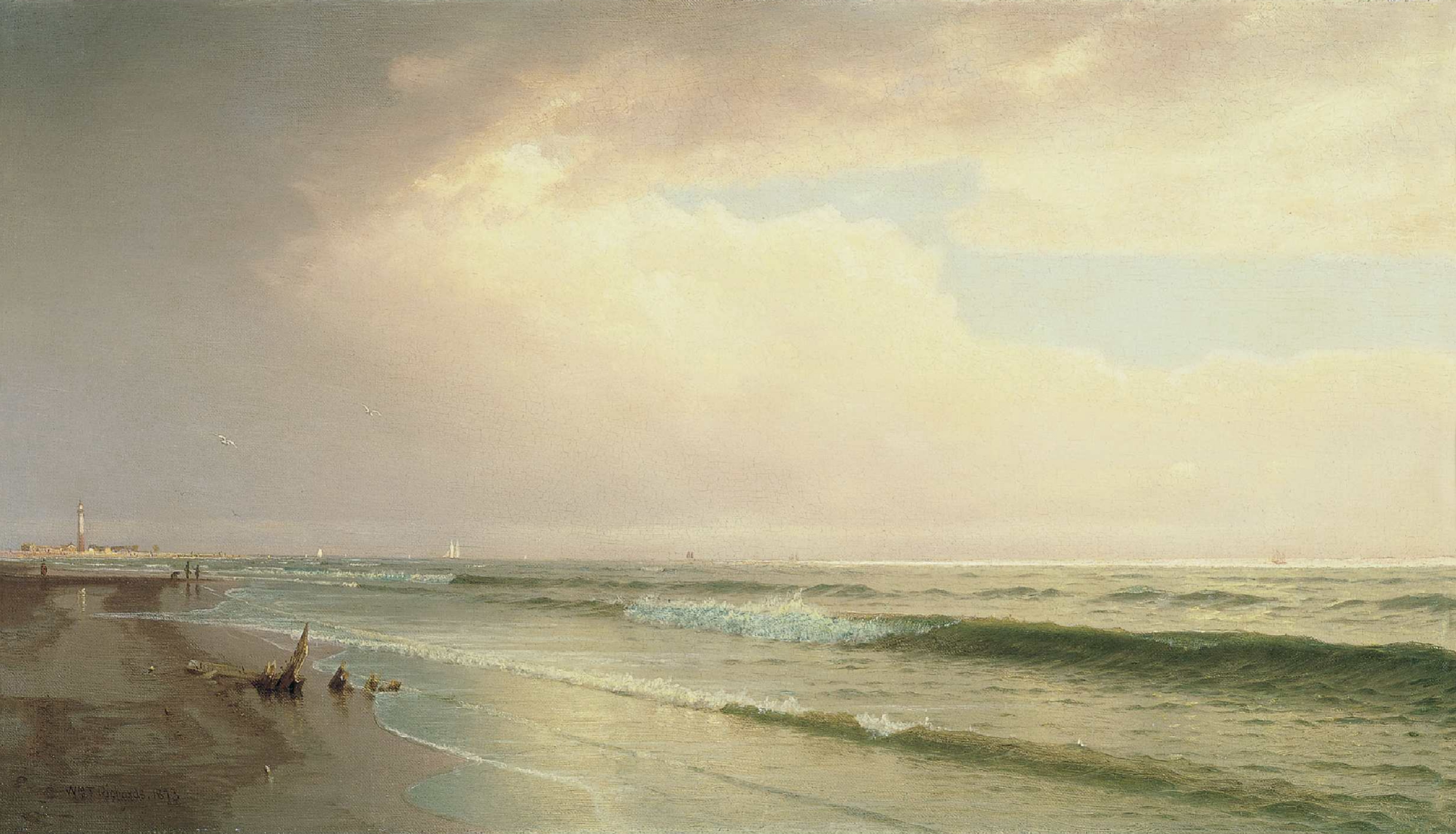
Seascape with Distant Lighthouse, Atlantic City, New Jersey (Küstenlandschaft bei Atlantic City (New Jersey) mit Leuchtturm in der Ferne), Öl auf Leinwand, 1873, Museo Thyssen-Bornemisza, Madrid

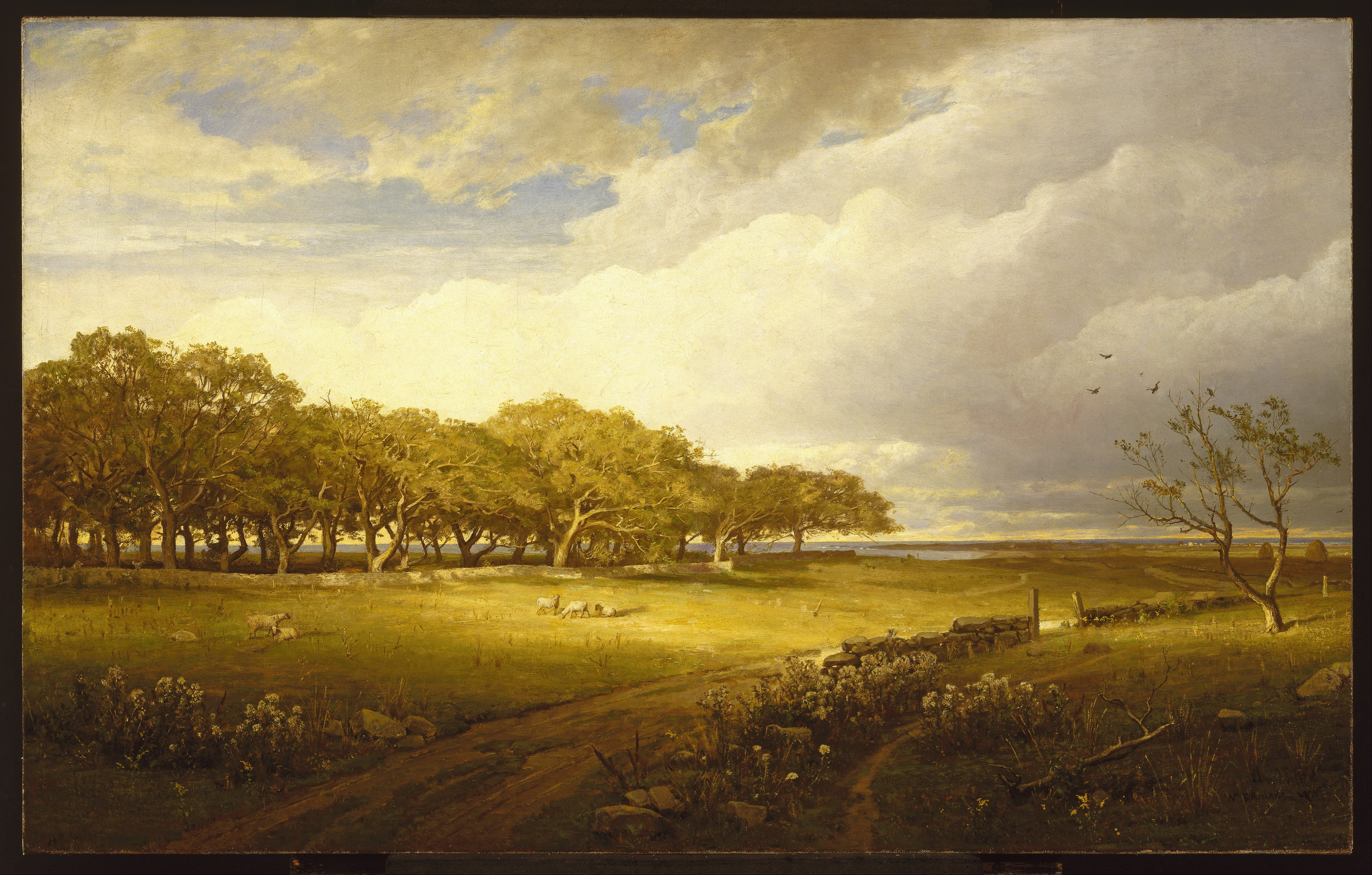
Old Orchard at Newport, Rhode Island (Alter Obstgarten bei Newport, Rhode Island), Öl auf Leinwand, 1875

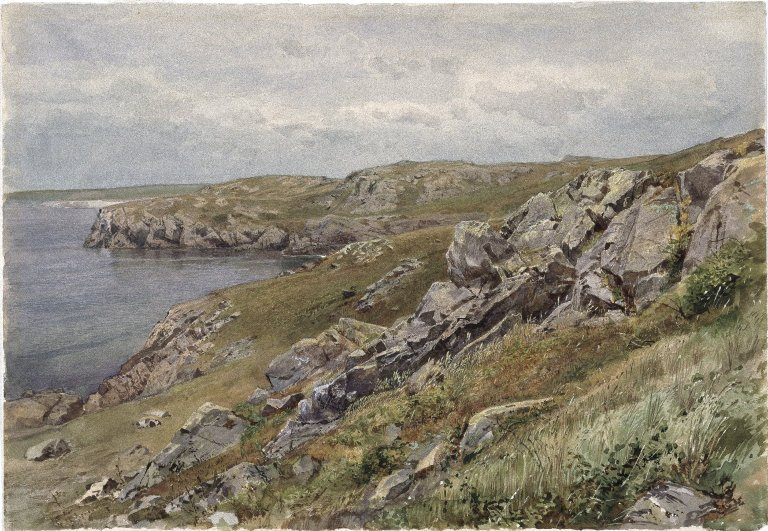
Rhode Island Coast, Conanicut Island (Conanicut Island an der Küste von Rhode Island), Aquarell um 1880

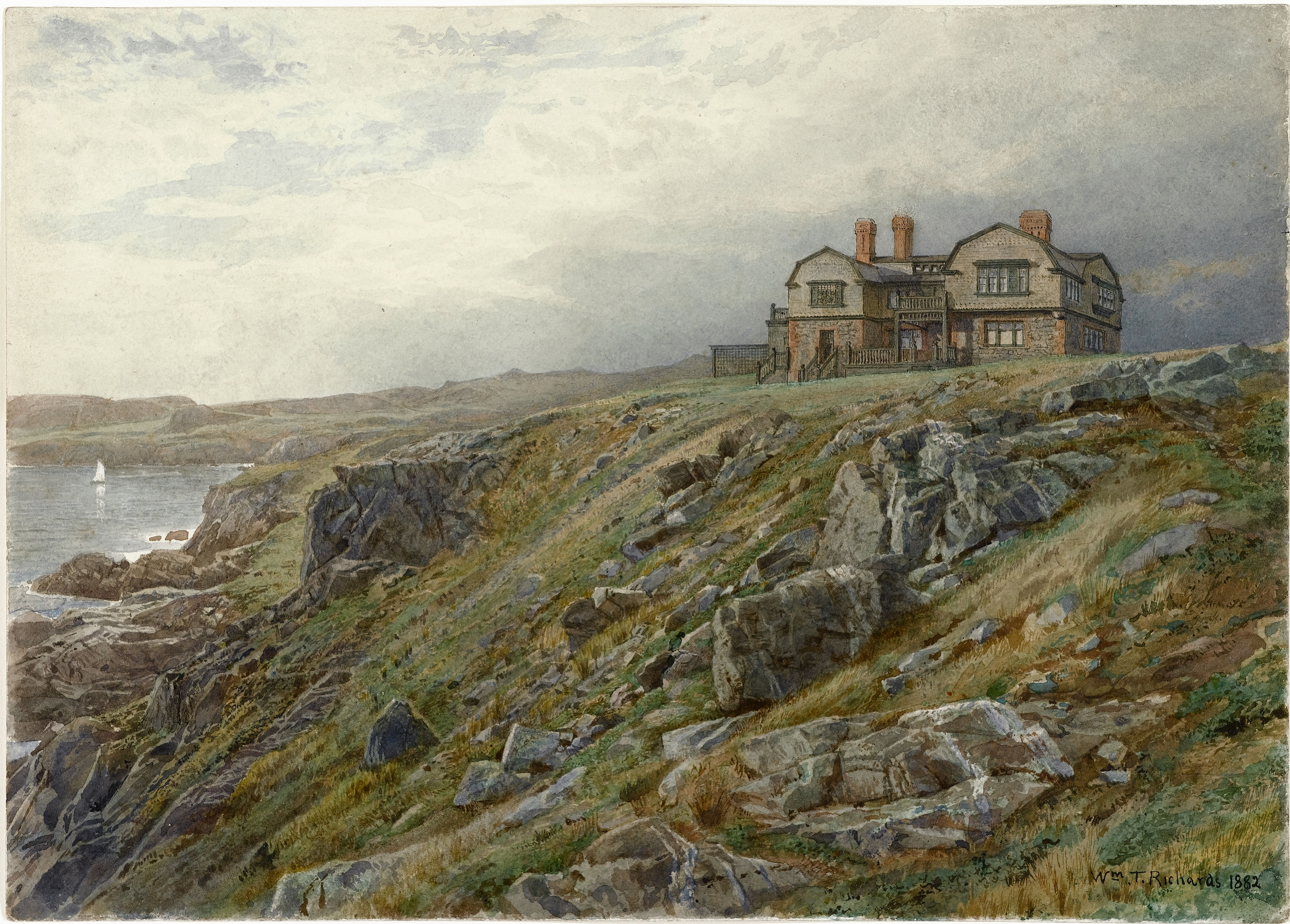
Graycliff (Richards’ Sommerhaus in Newport (Rhode Island)), Aquarell 1882

1846 bis 1847 besuchte Richards die Central High School seiner Geburtsstadt. Zwischen 1850 und 1855 studierte er – ebenfalls in Philadelphia – bei dem deutschen Maler Paul Weber, wo er 1853 den Maler William Stanley Haseltine kennenlernte. Parallel arbeitete er als Entwerfer von kunsthandwerklichen Metallprodukten der Firma Archer, Warner & Miskey, insbesondere für Armaturen der Gasbeleuchtung und für Kandelaber. 1852 hatte er in der Pennsylvania Academy of the Fine Arts seine erste Ausstellung, 1858 eine weitere Ausstellung in New Bedford (Massachusetts), die von dem Maler Albert Bierstadt organisiert worden war. Während einer Reise nach New York City lernte er 1854 die Hudson-River-Maler John Frederick Kensett, Frederic Edwin Church, Samuel Colman und Jasper Francis Cropsey kennen. In den Jahren 1855/1856 und 1866/1867 unternahm er Europareisen, in denen er Frankreich, Italien, die Schweiz und Deutschland besuchte. Ein der künstlerischen Ausbildung dienender dreimonatiger Aufenthalt in Düsseldorf ist für das Jahr 1856 verbürgt, bei dem er sich in der Gesellschaft von Haseltine bewegte und von Andreas Achenbach unterrichtet wurde. Ein zweiter Besuch in dieser Stadt (außerdem Reisen nach Darmstadt, Heidelberg und Nürnberg) fand 1867 statt. 1856 kehrte Richards von seiner ersten Europareise in die Vereinigten Staaten zurück und ließ sich in Germantown (Philadelphia) nieder, wo er im gleichen Jahr Anna Matlack († 1900) heiratete. In der Folgezeit unternahm er sommerliche Studienreisen in die Catskill Mountains, in die Adirondack Mountains und nach Pennsylvanien. 1862 wurde er zum Ehrenmitglied der National Academy of Design ernannt, 1871 zu deren Vollmitglied (Academician). 1863 wurde er ferner zum Mitglied der Society for the Advancement of Truth in Art ernannt, einer Organisation US-amerikanischer Präraffaeliten. Nach seiner zweiten Europareise (1866/1867) verbrachte Richards seine Sommer an der amerikanischen Ostküste, wo er viele seiner berühmten Küstenlandschaften malte. Ab 1874 war er Mitglied der American Watercolor Society. Nachdem er ein Haus in Newport (Rhode Island) gekauft hatte, verbrachte er dort seine Sommer und die Winter in Germantown. In den Jahren 1879/1880 unternahm er eine dritte Europareise, bei der er die Winter in London verbrachte und die Sommer auf dem europäischen Kontinent. 1881/1882 ließ er sich das Sommerhaus Graycliff („Grauklippe“) in Newport bauen. 1884 tauschte er sein Haus in Germantown gegen eine Farm in Oldmixon (heute ein Ortsteil von Weston-super-Mare am Bristolkanal in North Somerset, Vereinigtes Königreich). In der Folgezeit bis zu seinem Tod reiste er jedes Jahr nach Europa, wo er neben England, Wales und Schottland auch Norwegen besuchte.

## Werke (Auswahl)
Richards’ Landschafts- und Marinemalerei, die sich auf Ölgemälden, Skizzen und Aquarellzeichnungen/Gouachen findet, überwand mit der Zeit die Romantik der Düsseldorfer Schule und der Hudson River School durch eine betont realistische Darstellungsweise, die zum Teil fast fotorealistische Züge trägt und der Kunstauffassung John Ruskins folgt („Truth of nature“).
- Blick auf Stolzenfels mit dem Rheintal und Burg Lahneck, Öl auf Leinwand, 1856, Brooklyn Museum, New York
- Truth to Nature, Aquarell mit Gouache, zwischen 1855 und 1860, Florence Griswold Museum, Old Lyme, Connecticut
- Woodland Landscape (Waldlandschaft), Öl auf Leinwand, 1860
- Recruiting Station (Militärisches Ausbildungslager bei Bethlehem/Pennsylvania), Öl auf Leinwand, 1862
- Beach Scene with Barrel and Anchor (Strandszene mit Faß und Anker), Aquarell, 1870, Brooklyn Museum, New York
- Moonlight on Mount Lafayette, New Hampshire (Mondlicht auf Mount Lafayette, New Hampshire), Aquarell mit Gouache, 1873
- Seascape with Distant Lighthouse, Atlantic City, New Jersey (Küstenlandschaft bei Atlantic City (New Jersey) mit Leuchtturm in der Ferne), Öl auf Leinwand, 1873, Museo Thyssen-Bornemisza, Madrid
- Old Orchard at Newport, Rhode Island (Alter Obstgarten bei Newport, Rhode Island), Öl auf Leinwand, 1875
- Rhode Island Coast, Conanicut Island (Conanicut Island an der Küste von Rhode Island), Aquarell um 1880, Brooklyn Museum, New York
- Graycliff (Richards’ Sommerhaus), Aquarell, 1882
- The League Long Breakers Thundering on the Reef, Öl auf Leinwand, 1887, Brooklyn Museum, New York
- Early Summer (Frühsommer), Öl auf Leinwand, 1888, Brooklyn Museum, New York
- View of the Artist’s Home Graycliff in Newport, Rhode Island (Blick auf Graycliff), Öl auf Leinwand, 1894
- Seascape (Seestück), Öl auf Leinwand, 1897, Museum of Fine Arts, Houston